# ممي آلان (ملحمة كردية)
ممي آلان (بالكردية MEM-Ê ALAN)، هي ملحمة كردية شهيرة، تمثل التراث الشفاهي الكردي. تم تدوين الملحمة في معظم الأعمال المبكرة حول الأدب الشفهي الكردي  وكتب  أحمد خاني نسخة مستلهمة منها  بعنوان مم وزين.

## التدوين
تم تدوين ممي آلان من قبل المستشرقين والأكراد أنفسهم وصدرت الطبعات في تواريخ وأماكن ولهجات مختلفة حيث دونها المستشرقان "برين" و"سوسين"  بالألمانية واللهجة البوتانية في بطرسبورغ عام 1890 والمستشرق "فون لي كوك" عام 1903 والمستشرق الألماني أوسكار مان بالألمانية واللهجة المكرية عام 1909 والمستشرق هوكو ماكاش عام 1926. في لينينغراد عام 1936 قام ثلاث من الأرمن الضليعين باللغة الكردية بنشر ثلاث رويات مختلفة من ممي آلان.
بين بيروت ودمشق قام المستشرق الفرنسي روجيه ليسكو  وعلى مدى أربع سنوات بالعمل على تدوين ممي آلان وذلك بمساعدة من جلادت بدرخان ومعتمداً على 20 من المغنين الشعبيين الأكراد وأبرزهم مشو البرازي وصبري مهاجر وأصدرها عام 1942 في بيروت بالكردية والفرنسية. الترجمة الفرنسية صدرت عام 1999 عن دار غاليمار في طبعة أخرى وبتقديم من البرفيسور كندال نزان. هذه النسخة التي دونها ليسكو ترجمها عبد الناصر حسو إلى العربية وصدرت عن دار التكوين بدمشق عام 2006.
من الكتاب والباحثين الأكراد الذين عملوا على تدوينها جاسم جليل وتوفيق بيره مرد. عام 1957 أصدرها نور الدين زازا في دمشق عن "مطبعة كرم" بعدما عمل معتمداً على نسخة ليسكو وعدد من المغنين الشعبيين الأكراد ومنهم كرابيت خاجو. النسخة التي دونها نور الدين زازا صدرت عام 1972 في طبعة أخرى عن المجمع الكردي العلمي في بغداد وترجمها إلى العربية عز الدين رسول وصدرت الترجمة العربية عام 1985 عن دار الثقافة والنشر الكردية التابعة لوزارة الإعلام العراقية.

## الحكاية
يتم سرد الملحمة في مزيج من النثر والشعر، وهو نوع شائع من الأداء في كردستان والأراضي المجاورة، تدور الحكاية حول عشق "مم"، سليل ملوك الأكراد ووارث "مدينة المغرب"، ل"وزين"، ابنة حاكم جزيرة بوتان (منطقة الجزيرة في تركيا) وذلك على خلفية من تقاليد الفروسية والقيود الاجتماعية. هذه الحكاية تكون بمثابة الركيزة لمجموعة من المعجزات وقصص المغامرات وغيرها من الحكايات الشعبية التي تحكى في أنماط مختلفة وتروي حول الجنيات والكائنات الخارقة. تسمح هذه الحكاية للراوي (المغني) أن يتناول مجموعة من المواضيع الرومانسية والأخلاقية بما فيها المغامرة والحب والفروسية. غالباً ما يُفترض أن البطلين يمثلان المُثُل الثقافية الكردية، لكن شخصيتي مم وزين تمثلان بدائل مثالية للواقع القاسي للحياة الكردية.

## التأثير
ملحمة ممي آلان، في شكلها الشعبي، ترتبط  بالمناطق الكردية الناطقة باللهجة الكرمانجية ولكنها تروى بلهجات أخرى. نسخة موكري من مهاباد هي التي دونها المستشرق أوسكار مان. وملحمة مم وزين لأحمد خاني حققت نجاحا في الأدب الكردي الكلاسيكي، كما زاد تقدير الحكاية الشعبية. مم وزين أيضاً ترجمت إلى العربية حيث ترجمها محمد سعيد رمضان البوطي بتصرف وصدرت في دمشق وكذلك ترجمها جان دوست عام 1995 وصدرت الترجمة في سوريا ولبنان والعراق.